# Dalī
Dalī (persiska: دلی) är en ort i Iran.   Den ligger i provinsen Västazarbaijan, i den nordvästra delen av landet, 600 km väster om huvudstaden Teheran. Dalī ligger 1 629 meter över havet och antalet invånare är 508.
Terrängen runt Dalī är lite bergig. Runt Dalī är det ganska tätbefolkat, med 129 invånare per kvadratkilometer. Närmaste större samhälle är Nalīvān, 18,5 km sydväst om Dalī. Trakten runt Dalī består i huvudsak av gräsmarker.